# Friderika Horváth
Friderika Horváth (* 1970 in Celldömölk, Ungarn) ist eine ungarische Provinzialrömische Archäologin.

## Leben
Von 1988 bis 1993 war Horváth an der damaligen Janus Pannonius Universität Pécs für Geschichte und Russistik eingeschrieben. Durch Initiative von Zsolt Visy erfolgte ab 1989 eine Spezialisierung auf die Provinzialrömische Archäologie. Im Jahr 1993 schloss sie dieses Studium mit einer von Visy betreuten Diplomarbeit ab. Hier beschäftigte sie sich mit der römischen Besetzung Pannoniens im Licht des vorhandenen Terra-Sigillata-Materials. Im gleichen Jahr erhielt sie ihre Zulassung als Hochschullehrerin für Geschichte. Ihr Fachgebiet ist die Mediävistik.
Ebenfalls 1993 arbeitete sie erstmals als Grabungsleiterin am Kastell Lussonium und kam im Anschluss mit einem zehnmonatigen Stipendium des Deutschen Akademischen Austauschdienstes (DAAD) an den Lehrstuhl für Alte Geschichte der Universität Passau unter der Leitung von Hartmut Wolff (1941–2012). Mit einem Exzellenzstipendium der Ungarischen Akademie der Wissenschaften nahm sie von 1994 bis 1997 als Wissenschaftlicher Mitarbeiter an einem von Dénes Gabler betreuten Projekt zur handgefertigten spätkeltisch-römischen Keramik aus Esztergom und Umgebung teil.
Seit 1997 ist Horváth als Wissenschaftlerin am Archäologischen Institut der Ungarischen Akademie der Wissenschaften tätig. Im Jahr 1998 wurde sie nach Abgabe ihrer Dissertation als Kandidat der Geschichtswissenschaften im Fachbereich Archäologie promoviert und erhielt den akademischen Grad Candidatus scientiarum (C.Sc.). Die 1999 veröffentlichte Dissertation beschäftigte sich mit einheimischer römerzeitlicher Keramik. Im Rahmen des vom Deutschen Archäologischen Institut mitgetragenen Projekts Corpus der römischen Funde im europäischen Barbaricum war sie 1999 an der Römisch-Germanischen Kommission in Frankfurt am Main. Von 2000 bis 2003 bearbeitete sie die Keramik aus dem Vicus des Kastells Almásfüzitő. Dort war sie von 1993 bis 2004 sowie 2007 als Grabungsleiterin tätig. Im Oktober 2003 besuchte sie mithilfe des österreich-ungarischen akademischen Austauschabkommens das Institut für Ur- und Frühgeschichte an der Universität Wien unter Herwig Friesinger. Im Jahr 2003 war sie am Römisch-Germanischen Zentralmuseum in Mainz und kam 2006 mit einem Wiedereinladungsstipendium des DAAD für zwei Monate an die Römisch-Germanische Kommission nach Frankfurt am Main. Dabei stellte sie ihr Forschungsprojekt zur spätkeltisch-römischen Keramik vor. Mehrfach war sie auch am Geisteswissenschaftlichen Zentrum Geschichte und Kultur Ostmitteleuropas der Universität Leipzig, wobei ihr Arbeitsthema die spätrömische glasierte Keramik im Spektrum der Festung von Keszthely-Fenékpuszta umfasste. Hierzu gibt es seit 2006 ein mit der Universität Leipzig laufendes Projekt zu Kontinuität und Migration in und um Keszthely-Fenékpuszta von der Spätantike bis zum 9. Jahrhundert. Sie arbeitete auch an dem 2006 erschienenen Deutsch–Ungarischen/Ungarisch-Deutschen archäologischen Fachwörterbuch mit. In den Jahren 2007 und 2008 leitete sie Notgrabungen im Vorfeld des Straßenausbaus für die Autobahn M6.
Horváth ist eine Spezialistin für provinzialrömische Keramik und Terra Sigillata. Ein weiterer Forschungsschwerpunkt gilt dem Limes Pannonicus. Sie ist seit 2003 Redakteurin bei der Fachzeitschrift Antaeus, dem Jahrbuch des Archäologischen Instituts der Ungarischen Akademie der Wissenschaften.

## Schriften (Auswahl)
- mit Dénes Gabler: A szakályi terra sigillaták és helyük a bennszülött telep kerámiaspektrumában. (Die Terra Sigillaten und ihre Rolle im Keramikspektrum der einheimischen Siedlung von Szakály). In: Wosinsky Mór Múzeum Évkönyve 19 (1996), S. 115–190.
- Die handgeformte spätkeltische und römische Keramik in Esztergom und in ihrer Umgebung. In: Alba Regia 27 (1998), S. 65–81.
- A római kori bennszülött kerámia. In: Specimina nova dissertationum ex Instituto Historico Universitatis Quinqueecclesiensis de Iano Pannonio nominatae 15, 1999, S. 53–66.
- Albertfalva bennszülött durva kerámiája (Einheimische Grobkeramik von Albertfalva). In: Budapest Régiségei 33 (1999), S. 367–379.
- Terra sigillata magángyűjtemény Sárvár és könyékéről (Terra Sigillaten aus einer Privatsammlung von Sárvár). IN: Communicationaes Archaeologiae Hungariae 2001, S. 87–123.
- Die römerzeitliche Siedlungskeramik im Vicus von Almásfüzitő (Odiavum/Azaum) am Beispiel einer frühkaiserzeitlichen Grube. In: Xantener Berichte, Band 13 (2003), S. 206–240.
- Terra Sigillata aus dem Kastellvicus Azaum/Odiavum aus den Jahren 1998–2000. In: Pannonica Provincialia et Archaeologia Evgenio Fitz Octogenario dedicata (2003), S. 139–196.
- Römische bodenständige Keramik. In: Antaeus 27 (2004), S. 343–365.
- Kézzel formált, bennszülött kerámia (Handgeformte bodenständige Keramik) (Páty-Terminál 9. Jh.). In: Studia Comitatensia 30 (2007), S. 300–345.